# Apomecyna usambarica
Apomecyna usambarica là một loài bọ cánh cứng trong họ Cerambycidae.